# Dunafalva
Dunafalva es un pueblo ubicado en el distrito de Baja, en el condado de Bács-Kiskun, Hungría.

## Superficie
Posee una superficie de 57,90 kilómetros cuadrados.

## Demografía
Hasta 2019 la población era de 903 habitantes, con una densidad de población de 15,60 habitantes por kilómetro cuadrado.